# Juan Carlos Lemus
Juan Carlos Lemus Garcia (ur. 6 maja 1965 w Pinar del Río) – kubański bokser, złoty medalista igrzysk olimpijskich w Barcelonie w wadze lekkośredniej.
W 1991 roku, podczas mistrzostw świata w Sydney, zdobył złoty medal w wadze lekkośredniej.
W 1992 roku wystartował na igrzyskach olimpijskich, zdobywając złoty medal w wadze lekkośredniej. Razem z Oscarem De La Hoyą, został wybrany najlepszym bokserem tych zawodów.
Zdobywał także dwukrotnie złote medale na igrzyskach panamerykańskich – w 1987 w wadze półśredniej oraz w 1991 w wadze lekkośredniej.